# Axel Juel (dokumentarfilm)
 For alternative betydninger, se Axel Juel. (Se også artikler, som begynder med Axel Juel)
Axel Juel er en dansk dokumentarfilm fra 1945.

## Handling
En atelieroptagelse af lyrikeren Axel Juel, der læser sine digte "Gulddukater" og "Flaget".

## Medvirkende
- Axel Juel